# 金井町

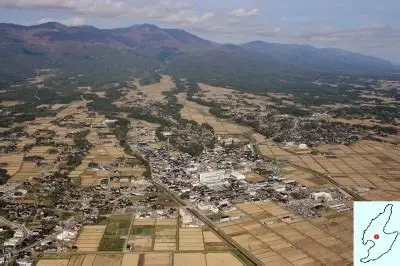
金井町空撮

佐渡島における平成の大合併の地図。

金井町（かないまち）は、かつて新潟県佐渡郡におかれていた町。佐和田町への通勤率は12.3%・両津市への通勤率は11.3%（いずれも平成12年国勢調査）。佐渡地方の中央にあって海に接しておらず、農業が盛んであった。2004年3月1日に、合併して佐渡市の一部になった。

## 地理
佐渡島の内陸にあり、離島としては珍しく海岸線のない町だった。
町の南半は、佐渡の中央部、国中平野の一部をなした。平野の中央を流れる国府川が、町の南東の境とほぼと重なった。町の中央を国府川の支流、新保川が北から南に流れた。平野部は水田で、人家は山裾をふちどるように平地の北側に集中した。
北半は大佐渡山地の一部にあたった。北西に、島の最高点の金北山 (1171.9m) があった。
- 山: 金北山、妙見山、堂林山
- 河川: 国府川、新保川

### 隣接していた自治体
- 両津市、新穂村、畑野町、真野町、佐和田町、相川町（以上すべて現佐渡市）

## 歴史
- 1889年 (明治22年) 4月1日 - 町村制施行
  - 中興村、千種村、新保村、貝塚村の4村が合併して雑太郡金沢村になった。
  - 平清水村、泉村の2村が合併して雑太郡平泉村になった。
  - 吉井町、吉井本郷、大和村、安養寺村、三瀬川村、水渡田村、立野村（両津）、旭村（両津）の8町村が合併して加茂郡吉井村になった。
- 1896年 (明治29年) 4月1日 - 雑太郡と加茂郡が羽茂郡と合併して佐渡郡となる。
- 1901年 (明治34年)
  - 金沢村と平泉村が合併して金沢村になった。
  - 吉井村、長江村（両津）、秋津村（両津）が合併して吉井村になった。
- 1954年 (昭和29年) 11月3日 - 金沢村と吉井村の一部（吉井・吉井本郷・大和・安養寺・三瀬川・水渡田）が合併して金井村になった。
- 1960年 (昭和35年) 11月3日 - 金井村が町制施行して金井町になった。
- 2004年 (平成16年) 3月1日 - 両津市、相川町、佐和田町、新穂村、畑野町、真野町、小木町、羽茂町、赤泊村と合併して、佐渡市になった。なお、市役所は旧金井町役場を本庁舎として使用していたが[2]、2020年代に新庁舎が整備され第二庁舎となっている[3]。

### 町名の由来
1954年の金沢村と吉井村の一部の合併の際に、金沢の「金」と吉井の「井」、と村名の一字ずつを取り新しい村名とした。この名前が町制移行の際そのまま引き継がれた。

## 行政
- 町長
  - 近藤浄太（ - 2000年）
  - 加藤幹夫（2000年10月22日選挙で初当選 - 2004年）

## 経済

### 産業
戦後、農業人口が総人口に占める割合は減ってきたが、21世紀はじめになっても半数近くが農家であった。水稲の生産が主で、他に大豆、蕎麦、柿、肉牛を作った。

## 姉妹都市・提携都市
なし

## 教育
- 新潟県立佐渡女子高等学校
  - 合併後の2004年（平成16年）4月1日に新潟県立佐渡高等学校と統合した。校舎は佐渡高等学校金井校舎として使用された時期もあった。
- 金井中学校
- 金井小学校
- 吉井小学校
  - 佐渡市合併時に金井吉井小学校へ改称。その後2012年度末に閉校となった[4]。

## 施設

### 医療施設
佐渡総合病院が立地しており、島内全域から通院客が訪れた。

## 交通

### 道路
町の東部を南北に国道350号が走り、平野部は良好な道路網を持った。西部の山からは大佐渡スカイラインが旧相川町に通じた。
- 国道
  - 国道350号
- 主要地方道
  - 新潟県道81号佐渡縦貫線

## 名所・旧跡・観光スポット・祭事・催事
- 黒木御所跡：承久の乱で佐渡に流された順徳上皇の配地
- 安養寺の薪能
- 北條家住宅：国の重要文化財
- 本光寺の木造聖観音：国の重要文化財
- 大佐渡高原白雲荘：国仲平野、小佐渡山地、加茂湖、両津湾、真野湾が一望できる。風力発電施設が隣接。
- 平スキー場
- ワンダーバレーさどスキー場
- かない大祭：10月20日頃の土、日曜日

## 出身有名人
- 田中圭一（学者、日本近世史、1931年 - 2018年）：元筑波大学教授
- 浅島誠（学者、発生生物学、1944年 - ）：東京大学教授・総合文化研究科長・教養学部長
- 花角英世（政治家、元国交官僚、1958年 - ）：新潟県知事・元海上保安庁次長
- 矢田一男（学者、西洋法制史、1904年 - 1966年）：中央大学名誉教授